# Białorzytka saharyjska

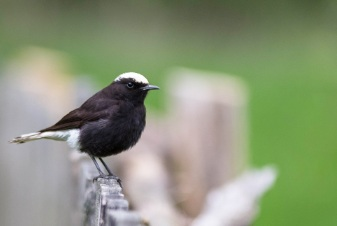
Białorzytka saharyjska zaobserwowana w miejscowości Winduga (woj. kujawsko-pomorskie) w maju 2015. Fot. Artur Górczyński

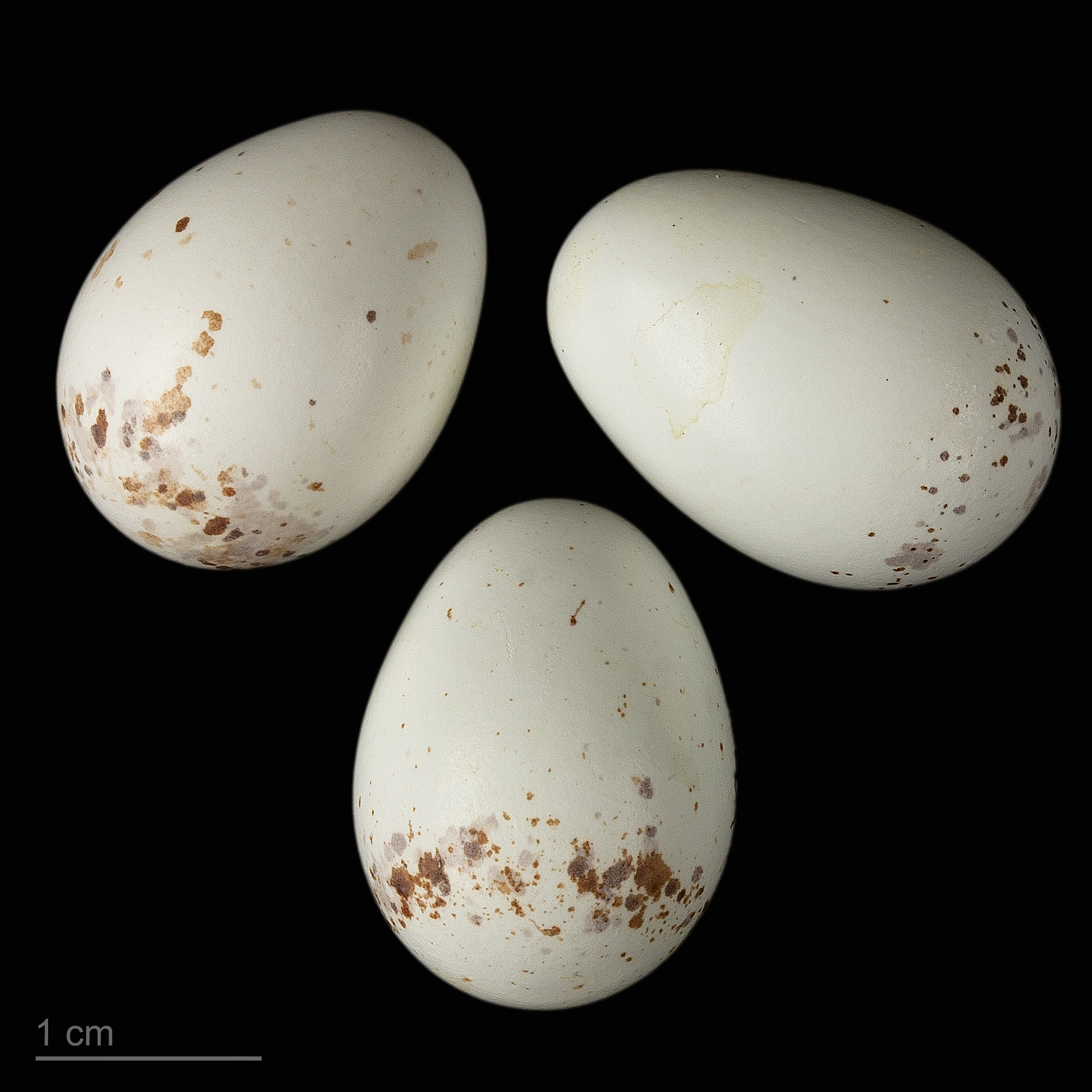
Oenanthe leucopyga leucopyga

Białorzytka saharyjska (Oenanthe leucopyga) – gatunek małego ptaka z rodziny muchołówkowatych (Muscicapidae). Zamieszkuje kamieniste tereny pustynne od Sahary po Arabię Saudyjską. Incydentalnie zalatuje do Europy, w 2015 r. po raz pierwszy zaobserwowano ją w Polsce.

## Systematyka
Zwykle wyróżnia się dwa podgatunki O. leucopyga:
- Oenanthe leucopyga leucopyga – zachodnia i środkowa Sahara na wschód po Egipt, Sudan, Erytreę i Dżibuti.
- Oenanthe leucopyga ernesti – północno-wschodni Egipt do środkowej Arabii Saudyjskiej i Jemenu.

Proponowany podgatunek Oenanthe leucopyga aegra zsynonimizowano z podgatunkiem nominatywnym.

## Morfologia
Ptak nieco mniejszy od szpaka, osiąga długość 17–18 cm. Masa ciała 23–39 g. Obie płcie są do siebie podobne. Ubarwienie czarne, na czubku głowy i w tylnej dolnej części ciała biały.

## Rozmnażanie
Ze względu na wysokie temperatury podłoża w gorącym klimacie rozmnażanie odbywa się w specjalnie skonstruowanych gniazdach. Białorzytka saharyjska buduje je z kawałków piaskowca, który wyposażony jest w specjalny system chłodzący. Zaczyna budowę w cieniu większego głazu, układając drobne kamyczki w kopczyk. Na jego szczycie we wgłębieniu wije gniazdo z cienkich gałązek. Usypany kopczyk wchłania nocną rosę utworzoną podczas zimnych pustynnych nocy, w dzień rosa ta odparowuje, dając gniazdu chłodniejsze powietrze. W ten sposób kamyki izolują od rozgrzanego podłoża i umożliwiają przepływ powietrza. W gnieździe białorzytka saharyjska składa jaja w ilości 3–5 sztuk.

## Dieta
Odżywia się głównie owadami.

## Status i ochrona
IUCN uznaje białorzytkę saharyjską za gatunek najmniejszej troski (LC, Least Concern) nieprzerwanie od 1988 roku. Liczebność światowej populacji nie została oszacowana, choć gatunek opisywany jest jako zazwyczaj bardzo liczny w dogodnych dla niego siedliskach. Ze względu na brak dowodów na spadki liczebności bądź istotne zagrożenia dla gatunku BirdLife International ocenia globalny trend liczebności populacji jako prawdopodobnie stabilny.
Na terenie Polski gatunek ten jest objęty ścisłą ochroną gatunkową.

## Filatelistyka
W Jordanii jego wizerunek ukazał się na znaczku o wartości 120 filsów.